# Glenview Manor
Glenview Manor är en ort i Jefferson County, Kentucky, USA. År 2000 hade orten 191 invånare. Den har enligt United States Census Bureau en area på 0,3 km², allt är land.